# حورائياوية
الحورائياوية (الاسم العلمي: Nymphalini) هي قبيلة من الحشرات تتبع الفصيلة الحورائيات من رتبة حرشفيات الأجنحة.

## أجناس الحورائياوية
- الطويس